# Hermann Oestrich
Hermann Oestrich (* 30. Dezember 1903 in Beeckerwerth; † 2. April 1973 in Paris) war ein deutsch-französischer Ingenieur. Er war als Angestellter von BMW und später der SNECMA wesentlich an der Entwicklung von Strahltriebwerken beteiligt.
Nach der Schule studierte Oestrich an den Universitäten Hannover und Berlin. Nach seinem Studium ging er zunächst 1926 zur Deutschen Versuchsanstalt für Luftfahrt, wo er bis zu seinem Wechsel 1935 zu den Brandenburgischen Motorenwerken blieb. 1936 gingen diese Werke an BMW.
1937 promovierte Oestrich in Berlin an der TH Berlin-Charlottenburg und wurde Oberingenieur bei BMW, 1938 auch Handlungsbevollmächtigter. Im Zuge der Neuentwicklung von Strahltriebwerken begann Oestrich mit der Forschung auf diesem Gebiet. 1939 wurde er zum Leiter der Entwicklung von Strahltriebwerken im BMW-Werk Berlin-Spandau bestellt. Seine Entwicklungen führten schließlich zum BMW 003-Triebwerk, welches 1946 vom französischen Luftfahrtministerium gekauft wurde. 1940 erhielt Oestrich Prokura, wurde 1943 Abteilungsdirektor und übernahm die Leitung der Gasturbinenentwicklung.
Nach dem Zweiten Weltkrieg geriet Oestrich zunächst in Gefangenschaft und wurde längere Zeit zu technischen Fragen verhört. Schließlich wurde ihm ein Arbeitsangebot in den USA unterbreitet, das er ablehnte.
Oestrich entschloss sich jedoch, gemeinsam mit anderen ehemaligen BMW-Mitarbeitern, wie z. B. Hans-Georg Münzberg, August Wilhelm Quick, Otto David, einen Vertrag mit einer fünfjährigen Laufzeit des französischen Luftfahrtministeriums anzunehmen, der für die französischen Snecma in den ehemaligen Dornier-Werken in Lindau-Rickenbach in der französischen Besatzungszone ausgeführt werden sollte und die Weiterentwicklung des von Frankreich aufgekauften BMW 003-Triebwerks betraf. Er gründete dort das sogenannte Atelier Technique Aéronautique Rickenbach (ATAR) und leitete diese Entwicklungsgruppe von 120 Mitarbeitern. Die Triebwerke sollten dann von der «Société Nationale d’Etude et de Construction de Moteurs d’Aviation» gebaut werden. Nach nur wenigen Monaten wechselte die Entwicklung 1946 nach Decize, wo er offiziell bei der 100-prozentigen SNECMA-Tochter Société Aéroplanes Voisin wirkte. Oestrich und sein Team entwickelten das ATAR 101, das 1948 die ersten Standläufe absolvierte und 1949 erstmals am Salon de l’Aéronautique vorgeführt wurde. Es verfügte über luftgekühlte Hohlschaufeln in der Turbine. Als Anlasser diente ein fest eingebauter 25-PS-Zweitakt-Benzinmotor, der auch als Hilfsaggregat für zellseitige Systeme verwendet werden sollte. 1948 erwarb er die französische Staatsbürgerschaft und 1950 stieg er zum technischen Direktor der SNECMA in Villaroche auf, wo das weiterentwickelte Triebwerk montiert wurde.
Für seine Verdienste um die Entwicklung des Atar-Triebwerkes wurde er 1962 zum Ritter der Ehrenlegion geschlagen.